# David Walliams
David Edward Williams OBE (Merton, Londres, 20 d'agost de 1971), conegut com a David Walliams, és un actor, comediant, escriptor, jutge de concurs de talents i presentador anglès conegut per la seva participació al costat de Matt Lucas al programa Little Britain.
Des de 2012, Walliams ha estat jutge al programa Britain's Got Talent. Va escriure i va protagonitzar dues temporades de Big School, en el paper del professor de química, Keith Church. El 2015, va tenir el paper protagonista de Tommy Beresford a Partners in Crime, basat en les novel·les protagonitzades per Tommy i Tuppence Beresford d'Agatha Christie.
Walliams també és escriptor de llibres infantils. N'ha venut més de 25 milions d'exemplars i els seus llibres han estat traduïts a 53 idiomes. Ha estat descrit com l'«autor de llibres per a nens que més creix al Regne Unit» i el seu estil literari ha estat comparat amb el de Roald Dahl.
Walliams participa sovint en actes esportius per a recollir fons per a obres benèfiques; per exemple, en travesses nedant, per a Sports Relief, del Canal de la Mànega, l'estret de Gibraltar o una travessa de 140 milles pel riu Tàmesi; aquesta darrera li comportà una infecció i una lesió d'esquena.
Pel que fa a la seva vida personal, Walliams es casà el 2010 amb la model holandesa Lara Stone, tingueren un fill el 2013, i se separaren el 2015.

## Biografia
David Walliams va néixer a Merton, Londres.Va créixer a Banstead, Surrey. Walliams va ser educat al Collingwood Boys' School a Wallington, i al Reigate Grammar School a Surrey, on va estudiar al costat de Robert Shearman. Des de 1989 a 1992, va estudiar a la Universitat de Bristol, graduant-se en Arts (Drama). Durant les vacances de la Universitat el 1990, Walliams va actuar al National Youth Theatre, on va conèixer a la seva parella també comediant Matt Lucas.
Va canviar el seu nom a David Walliams quan es va unir a Equity, ja que ja hi havia un membre anomenat David Williams.

## Carrera cinematogràfica i teatral
Walliams va participar en l'àudio llibre produït per Big Finish Productions, Phantasmagoria, escrit per Mark Gatiss el 1999.
Des del 2003 al 2005, Walliams va coescriure i coprotagonitzar tres temporades de Little Britain al costat de Matt Lucas.
En 2005, Walliams, Simon Pegg, Lucy Davis i Lauren Laverne van protagonitzar el videoclip del senzill de Charlotte Hatherley, "Bastardo". Més tard aquest any, Walliams va presentar un documental sobre James Bond, titulat David Walliams: My Life with James Bond. El 2007, va fer d'un manipulador a Capturing Mary.
Walliams va fer el paper del comediant Frankie Howerd a la pel·lícula Rather You Than Me. El 2010, Walliams va aparèixer al costat de Paul Rudd i Steve Carell a la comèdia Dinner for Schmucks. Walliams va fer de Gibbis a la sisena temporada de Doctor Who, en l'episodi "The God Complex", estrenat a BBC One el 2011.
A l'abril de 2012 Walliams va aparèixer en un episodi de Perspectives titulat "David Walliams: The Genius of Dahl". També el 2012, va narrar Are You Having a Laugh? TV and Disability a BBC Two, i la sèrie Top Dog Model.
El 2013, Walliams va aparèixer en dos episodis de la comèdia Blandings com Rupert Baxter. Aquest any i el 2014, Walliams va fer del professor de química, Keith Church a Big School, el qual va crear i va escriure. A la temporada apareixen Catherine Tate, Frances de la Tour i Philip Glenister. El juny del 2015, va ser anunciat que no tindria una tercera temporada.
El març de 2014 Walliams va narrar un curtmetratge per a l'organització caritativa Electrical Safety First.
Per a Comic Relief 2015, Walliams va fer de Lou Todd i Stephen Hawking en el paper d'Andy Pipkin al costat de Catherine Tate com a monja.
El 2015, coincidint amb l'aniversari del naixement d'Agatha Christie, Walliams va fer de Tommy Beresford a Partners in Crime.
Al setembre de 2015, Walliams va començar a gravar el seu programa d'esquetxos, Walliams & Friend, protagonitzat per Joanna Lumley i Morgana Robinson  i que va ser estrenat per Nadal de 2015. El programa va tornar per a una altra temporada el 2016.
Walliams va presentar la final del show de comèdia "Thrills and Spills" el desembre de 2016 a Louisville (Kentucky). Aquest mes va presentar Royal Variety Performance i un episodi de Nadal de Blankety Blank.
El 2017, Walliams va fer un cameo en cinc episodis de The Nightly Show per a ITV.

## Llibres publicats (i versions en català)
- The Boy in the Dress, 2008, il·lustrat per Quentin Blake
  - El noi del vestit, 2010 (ed. Estrella Polar); 2016 (ed. Montena)
- Mr Stink, 2009, il·lustrat per Quentin Blake
  - Un amic excepcional, 2014 (ed. Montena)
- Billionaire Boy, 2010, il·lustrat per Tony Ross
  - El noi del milió, 2013 (ed. Montena)
- Gangsta Granny, 2011, il·lustrat per Tony Ross
  - L'àvia gàngster, 2013 (ed. Montena)
- Ratburger, 2012, il·lustrat per Tony Ross[7]
  - Les hamburgueses de rata, 2013 (ed. Montena)
- Demon Dentist, 2013, il·lustrat per Tony Ross
  - La dentista dimoni, 2014 (ed. Montena)
- The Slightly Annoying Elephant, 2013, llibre d'imatges, il·lustrat per Tony Ross
  - Un elefant una miqueta empipador, 2015 (ed. Beascoa)
- Awful Auntie, 2014, il·lustrat per Tony Ross[8]
  - La tieta terrible, 2015 (ed. Montena)
- The First Hippo on the Moon, 2014, llibre d'imatges, il·lustrat per Tony Ross
  - El primer hipopòtam a la lluna, 2015 (ed. Beascoa)
- Grandpa's Great Escape, 2015, il·lustrat per Tony Ross
  - La gran fuga de l'avi, 2016 (ed. Montena)
- The World's Worst Children, 2016 (narracions), il·lustrat per Tony Ross
- The Midnight Gang, 2016, il·lustrat per Tony Ross
  - Els amics de mitjanit, 2017 (ed. Montena)
- The World's Worst Children 2, 2017 (narracions), il·lustrat per Tony Ross
- Bad Dad, 2017, il·lustrat per Tony Ross
  - El papa pispa, 2018 (ed. Montena)
- The World's Worst Children 3, 2018 (narracions), il·lustrat per Tony Ross
- The Ice Monster, 2018, il·lustrat per Tony Ross
  - El gegant al·lucinant, 2019 (ed. Montena)
- Fing, 2019, il·lustrat per Tony Ross
  - La cosa més estranya del món, 2019 (ed. Montena)
- The Beast of Buckingham Palace, 2019, il·lustrat per Tony Ross
  - El monstre del Palau de Buckingham, 2020 (ed. Montena)
- Slime, 2020, il·lustrat per Tony Ross
  - Un slime gegant, 2021 (ed. Montena)
- Code Name Bananas, 2020, il·lustrat per Tony Ross
  - Operació Plàtan, 2021 (ed. Montena)
- Megamonster, 2021, il·lustrat per Tony Ross
  - El monstre supercapgròs, 2022 (ed. Montena)
- Gangsta Granny Strikes Again, 2021, il·lustrat per Tony Ross
  -  L'àvia gàngster ataca de nou , 2023 (ed. Montena)